# Магнушевский, Доминик
Доми́ник Магнуше́вский (пол. Dominik Magnuszewski; 1809, Варшава — 1847) — польский писатель и поэт.

## Биография
Окончил Варшавский лицей.
После восстания 1831 эмигрировал за границу и поселился в Галиции.

## Творчество
Как драматург дебютировал в 1830. Получил известность благодаря повести „Zemsta panny Urszuli“ (1838). Написал также комедии „Stary kawaler“ и „Zdisław czyli skutki plochoski“, поэмы „Woloszcyzna“ и „Młodzieniec“, „Niewiasta polska w 3 wiekach“ (1843), „Dramat w naturze“ (1844) и другие.